# 小沼靖
小沼 靖（おぬま せい、1909年（明治42年）7月4日 - 1983年（昭和58年）2月14日）は、日本の実業家である。青森放送の代表取締役社長を務めた。

## 経歴・人物
青森県青森市に生まれる。1927年（昭和2年）に青森師範学校（現在の弘前大学教育学部）卒業後、12年の空白を経て1939年（昭和14年）に同盟通信社の函館支局に勤めた。1943年（昭和18年）に東奥日報社に転勤し、論説委員等多くの職にあたる。
1953年（昭和28年）にラジオ青森（現在の青森放送）の開局と同時に入社し、1964年（昭和39年）には同局の専務取締役に就任した。1970年（昭和45年）には、民放初のローカル報道番組であった「RABニュースレーダー」の製作に携わり、翌1971年（昭和46年）より青森放送代表取締役を務める。1976年（昭和51年）には日本民間放送連盟の副会長も就任した。

## 栄典
- 藍綬褒章（1974年）
- 勲三等瑞宝章（1979年）